# Combat de Gourma-Rharous (2017)
Pour les articles homonymes, voir Combat de Gourma-Rharous.
Guerre du Mali
Batailles
Le combat de Gourma-Rharous du 18 avril 2017 a lieu pendant la guerre du Mali.

## Déroulement
Le 18 avril 2017, à cinq heures du matin, heure locale, des djihadistes du Groupe de soutien à l'islam et aux musulmans attaquent le camp militaire de Gourma-Rharous. La ville est défendue par l'armée et la garde nationale maliennes, et notamment par des parachutistes bérets rouges. Selon le journal malien Le Reporter, les djihadistes mènent l'assaut avec une trentaine d'hommes divisés en deux groupes. L'un de ces groupes parvient à entrer à l'intérieur de la base, mais les soldats maliens réussissent à les repousser. Les combats se portent alors dans la partie ouest de la ville. Les assaillants s'emparent de matériel et de deux pick-up, ils en brûlent quatre autres, puis prennent la fuite,. 
Les Maliens alertent les forces françaises engagées dans l'opération Barkhane,. Ces dernières font intervenir un module d'intervention aérocombat composé d'hélicoptères Caïman et Tigre, transportant un détachement de commandos de montagne,. Les Français interceptent les assaillants à une trentaine de kilomètres de Gourma-Rharous, dans la zone de Tin Ahara,,. Ils détruisent deux pick-up et tuent plusieurs djihadistes,,. 
Des hélicoptères de la MINUSMA sont déployés pour évacuer les blessés. Les soldats les plus gravement atteints sont soignés par les équipes médicales de Barkhane à Gao,.
Le jour même, le Groupe de soutien à l'islam et aux musulmans revendique l'attaque,.

## Pertes
Dans les heures qui suivent l'attaque, Anthony Fouchard, correspondant de France 24, affirme que quatre soldats maliens ont été tués et 16 blessés. Dans un communiqué, l'armée française fait également état de la mort de quatre soldats maliens. Dans la soirée, le gouvernement malien annonce un bilan de cinq tués et d'une dizaine de blessés dans les rangs de l'armée,. Deux civils auraient également été tués par des balles perdues. 
Du côté des djihadistes, l'armée française affirme qu'une dizaine d'assaillants ont été « neutralisés » par ses troupes et que d'autres pertes ont été infligées en plus par l'armée malienne lors de l'attaque de Gourma-Rharous,.
Selon le journal malien Le Reporter, six djihadistes ont été tués par les soldats maliens, puis dix autres ont été tués et quatre faits prisonniers par les militaires français. Deux civils — des enfants — ont également perdu la vie lors de l'attaque.